# 본성 대 양육
본성 대 양육(nature versus nurture)은 인간의 인격이나 지적 능력등에 유전자나 태내 환경에 따른 본성과 후천적인 양육중 어느 것이 큰 영향을 미치냐는 논쟁이다.